# Coregonus nigripinnis
Coregonus nigripinnis es una especie de pez de la familia Salmonidae en el orden de los Salmoniformes.

## Depredadores
Era depredado por ( Petromyzon marinus ).

## Distribución geográfica
Se encontraba en Norteamérica: Grandes Lagos de América del Norte (lagos  Hurón,  Michigan y  Nipigon ).

## Longevidad
Vivía hasta los 14 años.